# 공주 마곡사 천왕문
공주 마곡사 천왕문(公州 麻谷寺 天王門)은 대한민국 충청남도 공주시 사곡면, 마곡사에 있는 일제강점기의 건축물이다. 1984년 5월 17일 충청남도의 문화재자료 제62호로 지정되었다.

## 개요
천왕문은 해탈문에 이어 마곡사의 두 번째 대문으로 조선 후기에 건립된 것으로 추정된다. 건물 안쪽에는 동서남북의 불법을 수호하는 호법신인 사천왕상이 안치되어 있다.
사천왕은 천상계의 가장 낮은 곳인 사천왕천의 동서남북 네 지역을 관할하는 신적 존재로, 부처님이 계신다는 수미산의 중턱 사방을 지키면서 인간들이 불도를 따라 사는지 살피어 그들을 올바르게 인도하는 역할을 수행한다.

## 같이 보기
- 마곡사
- 마곡사 해탈문

## 참고 자료
- 마곡사천왕문 - 국가유산청 국가유산포털